# Centre d'investigation clinique
Les centres d'investigation clinique (CIC) sont des structures d'appui à l'investigation dans le cadre de la recherche appliquée en santé. Ils sont situés au sein des établissements de santé publics en France. Leur mission est d'accompagner l'exploitation de résultats obtenus en recherche fondamentale jusqu'à leur application aux patients (recherche translationnelle).  Fin 2017, il existe en France 36 centres d'investigation clinique, tous implantés au sein de centres hospitalo-universitaires (CHU).  

## Historique
Les centres d'investigation clinique (CIC) ont été créés en France en 1992 sous la double tutelle de l'Institut National de la Santé et de la Recherche Médicale (Inserm) et la direction générale de l'offre de soins (DGOS) du ministère des solidarités et de la santé. Depuis 2005, certains CIC sont répartis en réseaux thématiques (cardiovasculaire, gastro-entérologie et hépatologie, neurosciences, pédiatrie, thrombose, vaccinologie, innovations technologiques, épidémiologie clinique et gynécologie-obstétrique). 
Les structures sont financées dans le cadre des missions d’enseignement, de recherche, de référence et d’innovation (MERRI) au titre de leurs activités de mise en œuvre de protocoles de recherche. Depuis 2019, les financements accordés par le ministère des solidarités et de la santé aux établissements de santé pour les CIC qu'ils hébergent sont publiés annuellement sur le site du ministère.

## Missions
En France les centres d'investigation clinique (CIC) ont pour mission d'offrir des moyens humains et matériels aux promoteurs de recherche translationnelle pour réaliser leurs projets. Ils peuvent accompagner les investigations des projets de recherche clinique, d'épidémiologie clinique, de biothérapie et d'innovation technologique. Tous les CIC n'accompagnent pas sur l'intégralité des modules proposés. En 2017, les 36 CIC abritent 54 modules : 27 modules pluri thématiques (de recherche clinique), 9 modules « épidémiologie clinique », 10 modules « biothérapie » et 8 modules « innovation technologique ».